# Ixodes angustus
Ixodes angustus är en fästingart som beskrevs av Neumann 1899. Ixodes angustus ingår i släktet Ixodes och familjen hårda fästingar. Inga underarter finns listade i Catalogue of Life.